# Roșceahivka, Bobrîneț
Roșceahivka (în ucraineană Рощахівка) este localitatea de reședință a comunei Roșceahivka din raionul Bobrîneț, regiunea Kirovohrad, Ucraina.

## Demografie
Componența lingvistică a localității Roșceahivka
     Ucraineană (96,05%)
     Română (2,41%)
     Rusă (1,54%)
Conform recensământului din 2001, majoritatea populației localității Roșceahivka era vorbitoare de ucraineană (96,05%), existând în minoritate și vorbitori de română (2,41%) și rusă (1,54%).